# Alfa-1-antitrypsine
Alfa-1-antitrypsine (A1AT) is een eiwit dat voornamelijk in de lever wordt gesynthetiseerd en vooral de werking van het enzym elastase remt. Elastase breekt elastine af, een belangrijk bestanddeel van bindweefsel. Het beschermt weefsels tegen schadelijke enzymen afkomstig van ontstoken cellen. Bij mensen wordt alfa-1-antitrypsine gecodeerd door het gen SERPINA1.

## Alfa-1-antitrypsinedeficiëntie
Alfa-1-antitrypsinedeficiëntie, ofwel een tekort aan alfa-1-antitrypsine (A1AT-deficiëntie), kan tot longemfyseem leiden (beschadiging van de long) en in mindere mate tot levercirrose (schade aan de lever). Onvoldoende remming van elastase in de longen leidt tot een verhoogde afbraak van elastine, dat leidt tot beschadiging van de alveolaire wanden. De leverproblemen ontstaan doordat vanwege een gendefect het niet-functionele A1AT door een spontane polymerisatie in de levercel neerslaat en leverschade geeft. 

## Varianten
Het A1AT-eiwit wordt genetisch gecodeerd door het SERPINA1-gen op chromosoom 14. Door genetische veranderingen in het gen zijn inmiddels meer dan honderd varianten bekend. Deze varianten worden aangeduid naar hun elektroforetische mobiliteit: F (fast), M (medium), S (slow), Z (very slow). Soms komt er helemaal geen eiwit tot expressie en wordt de Null-variant genoemd. Alleen de ZZ-, SS- en Null-Nullvarianten (één gen geërfd van vader en één van moeder) geven aanleiding tot een ernstige klinische manifestatie. Deze varianten, maar ook hun concentratie, kunnen gemeten worden in een klinisch chemisch laboratorium in het ziekenhuis.

## Roken
Roken verhoogt in dragers van A1AT-varianten de vorming van longemfyseem aanzienlijk. Nicotine verlaagt de A1AT-activiteit en verhoogt de afgifte van elastase in de longen (door leukocyten). De longen worden bovendien geprikkeld zodat ook nog eens meer leukocyten worden aangetrokken naar de longen. Rokers met A1AT-deficiëntie krijgen daardoor meestal al voor hun veertigste levensjaar klachten, terwijl de verschijnselen bij niet-rokers zich pas na hun vijftigste openbaren.

## Vals verhoogd bij ontsteking
A1AT is een acutefase-eiwit, dat betekent dat het eiwit meer aangemaakt wordt als er in het lichaam een infectie gaande is. De uitslag van A1AT-concentratie moet daarom beoordeeld worden in het licht van ontstekingsparameters (CRP).